# Eugenia neoaustralis
Eugenia neoaustralis,  guamirim  es una especie botánica de planta con flor en la familia Myrtaceae. Es endémica de Brasil. 
Está amenazada por pérdida de hábitat, y quedan pocas colecciones. El espécimen tipo es de Santa Catarina, y aparece en Parati, Río de Janeiro, cerca del límite con Sâo Paulo.

## Propiedades
Posee interesante cantidad de aceite esencial en sus hojas: sesquiterpenos  (43%) y sesquiterpenos oxigenados (37%).

## Taxonomía
Eugenia neoaustralis fue descrita por Marcos Sobral y publicado en Fam. Myrtac. Rio Grande do Sul 68. 2003.
Etimología
Eugenia: nombre genérico otorgado en honor del  Príncipe Eugenio de Saboya.
neoaustralis: epíteto latino que significa "nuevo sur.
Sinonimia
- Calycorectes australis D.Legrand, Sellowia 13: 333 (1961).
- Calycorectes sellowianus O.Berg in C.F.P.von Martius & auct. suc. (eds.), Fl. Bras. 14(1): 356 (1857).
- Calycorectes australis var. impressovenosus D.Legrand, Sellowia 13: 334 (1961).
- Eugenia neoaustralis var. impressovenosa (D.Legrand) Mattos, Loefgrenia 120: 11 (2005).
- Eugenia vattimoana Mattos, Loefgrenia 120: 9 (2005).[6]